# Sigillum beatae Mariae
Il Sigillum beatae Mariae è un commento al Cantico dei cantici di Onorio Augustodunense che pone al centro della propria interpretazione la Madonna. Fu composto nel primo decennio del XII secolo, subito dopo l'Elucidarium, quando l'autore era probabilmente ancora in Inghilterra. 

## Contenuti
Fu scritto per spiegare le lezioni sulla Festa dell’Assunzione di Maria e fu anche incorporato nello Speculum Ecclesiae come parte del sermone da utilizzare in tale festività. È composto da commentari sui Vangeli e da un commento al Cantico dei Cantici. 
Al centro del commento al Cantico c’è la figura di Maria, descritta come una mediatrice tra Dio e la chiesa. Onorio segue l’interpretazione, contraria alla tradizione dei Padri della Chiesa, che vede il Cantico avere come oggetto l’Amore Divino, manifestato nella persona del figlio di Dio. Quest’ultimo è rappresentato a sua volta dalla Madonna che è sposa del Padre, tempio dello Spirito Santo e sposa di Cristo; nel suo corpo è celebrato l’amore di Dio verso l’umanità. 
Questo commento costituisce una prova ulteriore del debito di Onorio verso il suo maestro Anselmo; è probabile che Anselmo fosse in esilio da Canterbury durante la composizione di questo scritto (tra il 1103 e il 1107). 
Il punto centrale dell’opera è espresso nel prologo: gli studenti di Onorio, grati per l’illuminazione mostrata loro nell'Elucidarium, pregano il maestro affinché intraprenda un nuovo lavoro che spieghi perché certi testi siano letti nelle celebrazioni della Madonna “anche se non la riguardano per niente”. Ciò che Onorio propone, in opposizione alla tradizione di Gregorio Magno e Beda, è di leggere il Cantico dei Cantici come un dialogo tra Cristo e sua Madre. L’interpretazione di Onorio si basa su un’interpretazione originale del dialogo nella tradizione dei Commenti; la sua ispirazione deriva senza dubbio da Anselmo. Infatti la lettura mariana del Cantico rievoca le meditazioni di Anselmo nel suo Cur Deus homo (che Onorio cita esplicitamente nel Sigillum). Come ha osservato Fulton, il commento può essere visto come un dramma in due atti: Onorio tenta di rendere la conversazione tra la Regina dei Cieli e il suo sposo celeste mentre allo stesso tempo rievoca la devozione per lei ricordando ai suoi lettori il ruolo di Maria nel Giudizio, per sensibilizzare i suoi lettori abbastanza da farli pregare per l’intercessione della Madonna. Nel quarta e ultima scena del dramma, Maria supplica il Signore per conto del “suo popolo”, gli Ebrei, quando si trovano al cospetto di Dio nel giorno del Giudizio. Quindi Cristo la rassicura “Se Lei (cioè la sinagoga) sarà il muro, lascia che costruiamo su esso” e la Vergine promette “Io sarò un muro per loro”. La scena è sorprendente: gli Ebrei erano considerati “nemici” in molte storie di miracoli che, al tempo di Onorio, si stavano facendo strada nelle raccolte popolari. Nonostante ciò, preoccupazioni per le obiezioni degli Ebrei contro la cristianità, e in particolare la reincarnazione, erano state protagoniste di una discussione tra Anselmo e un altro studente, Gilberto Crispino. Se gli Ebrei contemporanei insistevano nel dire che la dottrina dell’Incarnazione era un insulto verso Dio e che la grandezza dell’offesa stava nel sostenere che Dio si fosse fatto uomo, nel grembo di una donna umana, allora difendere la purezza di Maria come vergine e madre equivaleva a glorificare l’idea che Dio si potesse essere abbassato a diventare umano e l’avesse fatto tramite una donna umana. 
Questa questione aveva una risonanza ancora maggiore nell’area in cui Onorio trascorse una grande parte della sua carriera, a Regensburg, poiché molti ebrei erano stati uccisi dai crociati per il rifiuto della conversione e del battesimo nel 1096. In questo testo Onorio intreccia efficacemente i metodi insegnatigli da Anselmo: una devozione profonda, espressa attraverso il dialogo, un metodo esegetico che usa una lettura mariana del Cantico per spiegare agli studenti i messaggi più profondi della liturgia e una consapevolezza maggiore delle obiezioni ebree alla dottrina cattolica della Reincarnazione, che erano argomenti contemporanei.

## Tradizione manoscritta
Il testo del Sigillum beatae Mariae è tradito in 57 manoscritti. Prevalgono i testimoni di origine tedesca (37, per metà comuni anche all'Expositio), per l'intero periodo di diffusione dal XII al XV secolo; quasi assenti la Francia e diversamente dall'altro commento anche l'Est europeo; l'Inghilterra, dove Onorio risiedeva quando compose l'opera poco dopo il 1101, è rappresentata quasi solo nel XII secolo, con cinque copie (una di Evesham, la più antica conservata, le altre dell'area di Manchester).
Mentre il titolo è spesso presente, pochi testimoni riportano il nome dell'autore, che a volte viene confuso con l'omonimo papa; compaiono inoltre pseudoattribuzioni ad Alano di Lille e Anselmo di Canterbury. 

## Edizioni
- PL 172, coll, 495-518
- Honoré de Regensburg Le sceau de la Vierge Marie. Bref commentaire des lectures liturgiques, en particulier du Cantique des Cantiques, pour la fête de l'Assomption de la bienheureuse Vierge Marie, ed. Michel Coune, Brugge 1996 (traduzione in francese)
- Onorio di Autun Sigillum Beatae Mariae, ed. Carlo Dezzuto, pp. 2-145 (traduzione in italiano)